# Wang Xiyu
Wang Xiyu (en chino simplificado, 王曦雨; pinyin, Wáng Xīyǔ; Taixing, 28 de marzo de 2001) es una tenista profesional china.

## Carrera
Comenzó a practicar tenis a los cuatro años de edad, siguiendo a su madre. A los 12 años ganó el campeonato nacional en individual femenino. A partir de allí fue patrocinada por el Club de Tenis Juvenil de Beijing y se mudó a la capital china para profesionalizarse. Posteriormente entrenó en Barcelona.
En 2017, participó en el Abierto de Tianjin ganando en la primera ronda contra Danka Kovinić antes de perder contra su compatriota Shuai Peng. Ese mismo año también fue subcampeona del Abierto de Estados Unidos en dobles femenino.
Ganadora en dobles (con Wang Xinyu) del Torneo Juvenil de Wimbledon 2018, ganó el Torneo Juvenil Abierto de Estados Unidos el mismo año, superando a la francesa Clara Burel en la final. En el Abierto de Australia de 2018, Wang integró en el top ocho de individual femenino junior y obtuvo su mejor registro en el grupo juvenil de Grand Slam.
En los Juegos Olímpicos de la Juventud 2018 realizados en Buenos Aires (Argentina), ganó la medalla de bronce en dobles femenino, junto a su compatriota Wang Xinyu.  En los mismos olímpicos, quedó en el 19.º puesto en individual femenino y en 9.º lugar en dobles mixto, junto al kazajo Dostanbek Tashbulatov.

## Títulos WTA (1; 1+0)

### Individual (1)
| Leyenda                    |
| -------------------------- |
| Grand Slam (0)             |
| Juegos Olímpicos (0)       |
| WTA Tour Championships (0) |
| WTA 1000 (0)               |
| WTA 500 (0)                |
| WTA 250 (1)                |

| N.º | Fecha                    | Torneo    | Superficie | Oponente en la final | Resultado |
| 1.  | 24 de septiembre de 2023 | Guangzhou | Dura       | Magda Linette        | 6-0, 6-2  |

#### Finalista (1)
| N° | Fecha              | Torneo | Superficie | Oponente en la final | Resultado   |
| -- | ------------------ | ------ | ---------- | -------------------- | ----------- |
| 1. | 3 de marzo de 2024 | Austin | Dura       | Yue Yuan             | 4-6, 6-7(4) |

## Títulos WTA 125s

### Individual (0–1)
| Resultado | Fecha               | Torneo   | Superficie    | Oponente     | Puntaje       |
| --------- | ------------------- | -------- | ------------- | ------------ | ------------- |
| Finalista | 12 de junio de 2022 | Valencia | Tierra batida | Qinwen Zheng | 4-6, 6-4, 3-6 |

## Finales de Grand Slam Junior

### Individual: 1 (un título)
| Resultado | Año  | Torneo                    | Superficie | Oponente    | Marcador      |
| --------- | ---- | ------------------------- | ---------- | ----------- | ------------- |
| Ganadora  | 2018 | Abierto de Estados Unidos | Dura       | Clara Burel | 7–6(7–4), 6–2 |

### Dobles: 2 (2-1)
| Resultado   | Año  | Torneo                    | Superficie | Compañera    | Oponentes                    | Marcador |
| ----------- | ---- | ------------------------- | ---------- | ------------ | ---------------------------- | -------- |
| Subcampeona | 2017 | Abierto de Estados Unidos | Dura       | Lea Bošković | Olga Danilović Marta Kostyuk | 1–6, 5–7 |
| Victoria    | 2018 | Campeonato de Wimbledon   | Césped     | Wang Xinyu   | Caty McNally Whitney Osuigwe | 6–2, 6–1 |